# 下巴赫湖

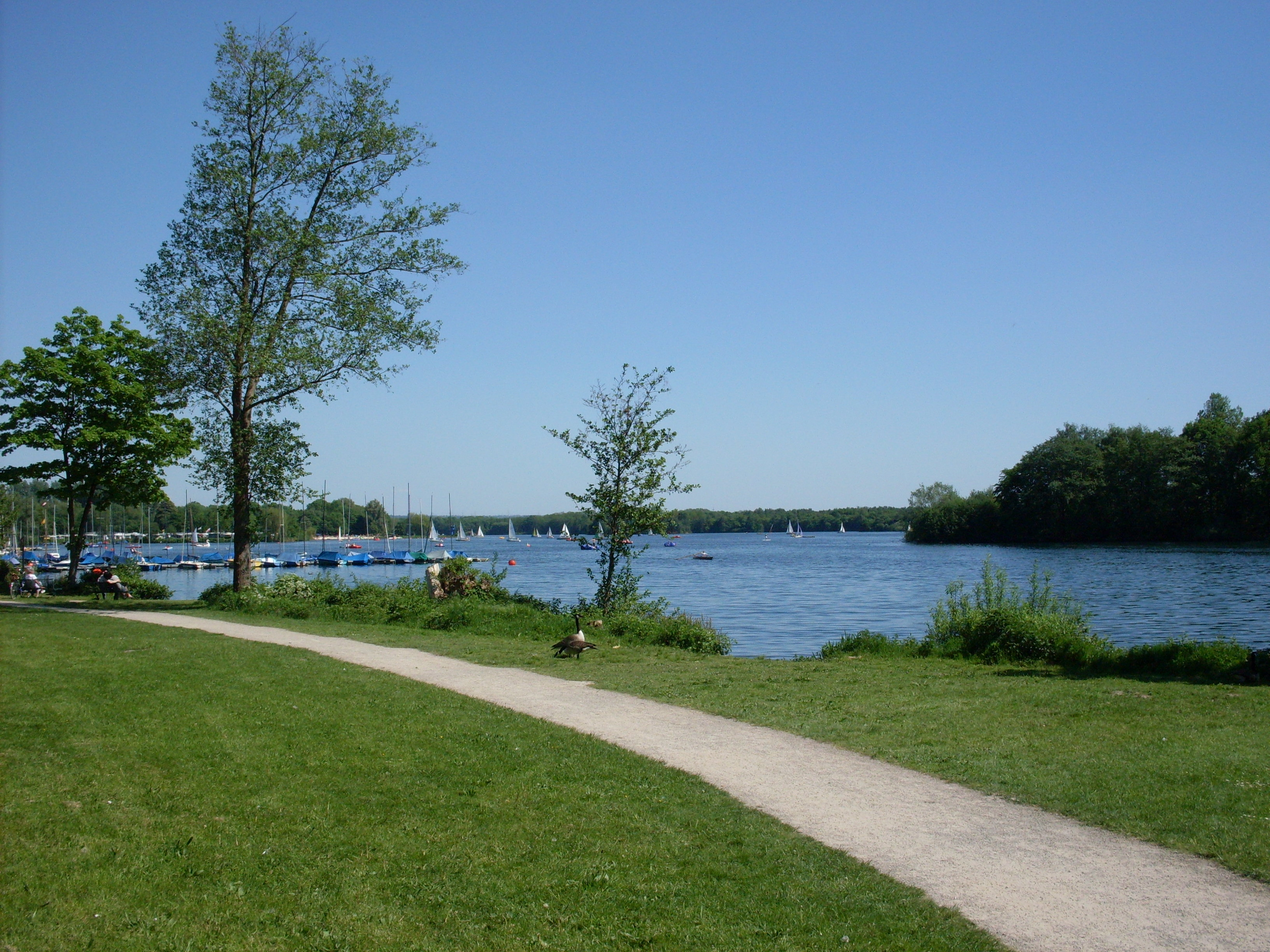

51°11′41″N 6°53′30″E / 51.19472°N 6.89167°E
下巴赫湖（德語：Unterbacher See），是德國的湖泊，位於該國西部，由北萊茵-威斯特法倫州負責管轄，面積0.84平方公里，平均水深4.9米，最大水深13.4米，水體容量411萬立方米。